# Santalum papuanum
Santalum papuanum är en sandelträdsväxtart som beskrevs av Victor Samuel Summerhayes. Santalum papuanum ingår i släktet Santalum och familjen sandelträdsväxter. Inga underarter finns listade i Catalogue of Life.